# Фрегаты типа «Наресуан»
Фрегаты типа «Наресуан» (проект 25Т) — серия из двух фрегатов ВМС Таиланда, построенный в КНР как корабли модифицированного проекта 053 и оснащённые оружием и электроникой западного производства.
Основным назначением кораблей этого типа является эскорт авианосных соединений во главе с авианосцем «Чакри Нарыбет». Корабли способны наносить удары по надводным кораблям и подводным лодкам, отражать атаки воздушного противники, обстреливать береговые объекты и оказывать огневую поддержку десанту.

## История
В начале 1990-х годов Таиланд приобрёл в Китае четыре фрегата проекта 053HT (фрегаты типа «Чао Прая»). Сделка была привлекательна для тайской стороны благодаря низким ценам производителя (2 млрд. бат по сравнению с 8 млрд. бат за аналогичный корабль западного производства), однако качество исполнения было крайне низким. Боевые возможности корабля, особенно в части пожаротушения и борьбы за живучесть были также недостаточны. Тайской стороне понадобились значительные затраты и время, чтобы довести корабли до должной степени боеспособности. Поэтому следующие два корабля были построены в Китае по совместному с Таиландом проекту, в котором предусматривалось внедрение значительных объёмов вооружения, механизмов и оборудования западного производства. Благодаря этому Таиланд получил два современных боеспособных корабля по относительно низкой цене.
Контракт на поставку двух кораблей был заключён с китайской государственной компанией «China State Shipbuilding Corporation» в Шанхае 21 сентября 1989 года. Корабли были спущены на воду и прибыли в Бангкок для достройки на плаву без вооружения и электронного оборудования, за исключением 37-мм автоматов и части электроники, произведённых в Китае.

## Конструкция
В части конструкции корпуса и двигательной установки корабль в общих чертах повторяет китайские эсминцы типа «Люху». Корпус корабля стальной гладкопалубный, с двойным дном на всём протяжении, разделённый водонепроницаемыми переборками на 15 отсеков.

## Двигательная установка
Главная энергетическая установка корабля дизель-газотурбинная, выполненная по схеме CODOG (не предусмотрена совместная работа дизелей и газовых турбин). В качестве маршевых двигателей установлены два дизеля MTU 16V 1163 TB83 суммарной мощностью 11 780 л.с., в качестве форсажных — две газовых трубины LM2500 фирмы General Electric суммарной мощностью 44 250 л.с. Установка расположена в трёх смежных отсеках. Газовые турбины находятся в носовом машинном отделении, далее следует отсек с редукторами и дизели в кормовом машинном отделении.

## Вооружение

### Противокорабельные ракеты
Основным противокорабельным оружием фрегата являются 8 ПКР «Гарпун» в двух четырёхконтейнерных пусковых установках Mk 141, установленных в средней части корабля. Управление ракетами обеспечивает СУ SWG-1A с радаром STIR.

### Артиллерия
На корабле установлена американская 127-мм пушка Mk 45 Mod 2 с длиной ствола 54 калибра и две спаренных артиллерийских установки 76A китайского производства с длиной ствола 63 калибра. Управление стрельбой обеспечивается радаром 374G, в качестве резервной системы управления установлен оптико-электронный визир JM-83H.

### Средства ПВО
8 зенитных ракет RIM-7M «Си Спарроу» размещены в установке вертикального пуска Mk 41 Mod 5 в носовой части корабля перед надстройкой. Наведение ракет обеспечивается СУО Mk 91 Mod 3 с двумя РЛС STIR.

### Средства ПЛО
Для борьбы с подводными лодками установлены два трёхтрубных 324-мм торпедных аппарата Mk 32 Mod 5 для стрельбы противолодочными торпедами Mk 46 Mod 5. Гидроакустические средства включают ГАС с подкильной антенной SJD-7.

### Авиация
На корабле оборудована кормовая площадка со светотехническим оборудованием и стационарный палубный ангар для одного вертолёта SH-2F «Си Спрайт» или S-70B7.

### Радиолокационное оборудование
Для дальнего обнаружения воздушных целей используется РЛС LW-08 голландской компании Thales. Для обнаружения низколетящих и надводных целей применяется РЛС Type 360. Кроме того, на корабле установлена навигационная РЛС AN/SPS-64(V)5.

### Электронное противодействие
В качестве средства электронного противодействия используется система РЭБ «Beta EW». Для постановки пассивных помех предназначены четыре 26-ствольных пусковых установки Type 945 GPJ.

## Состав серии
| Номер | Название | Верфь                | Заложен    | Спущен     | В строю    | Значение названия | Примечания |
| ----- | -------- | -------------------- | ---------- | ---------- | ---------- | ----------------- | ---------- |
| F421  | Naresuan | China State SB Corp. | 01.02.1992 | 24.07.1993 | 15.12.1994 | Наресуан          | [ 2 ]      |
| F422  | Taksin   | China State SB Corp. | 01.11.1992 | 14.05.1994 | 28.09.1995 | Таксин            | [ 2 ]      |